# Stephen Hendry
Stephen Gordon Hendry (n. 13 ianuarie 1969, Queensferry⁠(d), Scoția, Regatul Unit) este un jucător profesionist scoțian de snooker. În 1990 a devenit cel mai tânăr campion mondial de snooker, la 21 de ani. Avea să câștige titlul mondial de încă șase ori. De asemenea, a fost numărul 1 mondial timp de opt ani consecutivi, din 1990 până în 1998, și încă o dată în sezonul 2006/2007. Hendry a realizat în carieră 777 de break-uri de peste 100 de puncte.

## Cariera în snooker

### Perioada de amator (1981-1985)
Hendry a început să joace snooker în 1981, la vârsta de 12 ani. Doi ani mai târziu a câștigat Campionatul Național sub 16 ani. În anul următor a câștigat Campionatul Scoțian de Amatori și a devenit cel mai tânăr jucător al Campionatului Mondial de Amatori. În 1985, după ce a câștigat încă o dată Campionatul Scoțian de Amatori, a devenit jucător profesionist. În vârstă de 16 ani și trei luni, a fost cel mai tânăr jucător profesionist din istorie.

### Primii ani din perioada de profesionist (1986-1988)
În primul său sezon a ajuns în 32-imi în turneul Mercantile Credit Classic și a fost cel mai tânăr câștigător al turneului Scottish Professional. În sezonul următor și-a păstrat acest titlu și a ajuns în sferturile de finală atât în turneul Grand Prix cât și la Campionatul Mondial, precum și în semifinalele turneului Mercantile Credit Classic. În sezonul 1987/1988 Hendry a câștigat primele sale turnee cotate cu puncte, Grand Prix și British Open. La sfârșitul sezonului a fost pe locul 4 în clasamentul mondial și a fost votat de BBC "Cea mai bună personalitate sportivă scoțiană a anului".

### Anii de glorie (1989-1999)
În sezonul 1989/1990 a început perioada de dominanță a lui Hendry. În acel an a câștigat turneele UK Championship, Dubai Classic, Asian Open, Scottish Masters, Wembley Masters și primul său Campionat Mondial. Aceste victorii l-au clasat pe primul loc în clasamentul mondial la vârsta de 21 de ani. În sezonul următor a stabilit un record prin câștigarea a cinci turnee cotate cu puncte. În sezonul 1991/1992, Hendry și-a păstrat titlul de campion mondial, împreună cu câștigarea turneelor Welsh Open și Grand Prix. A câștigat Masters-ul și a realizat primul său break de 147 de puncte. Un an mai târziu și-a păstrat titlul de campion mondial și al cincilea trofeu Masters consecutiv. În sezonul următor a devenit din nou campion mondial, învingându-l în finală pe Jimmy White cu scorul de 18-17.
În sezonul 1994/1995 a câștigat trei trofee cotate cu puncte, inclusiv un nou titlu de campion mondial și trofeul UK Championship. Seria sa de succese a continuat în sezonul 1995/1996 cu trei titluri, inclusiv un nou titlu de campion mondial, după ce l-a învins în finală pe Peter Ebdon cu scorul de 18-12. În 1997 a câștigat premiul pentru "Cea mai bună personalitate sportivă scoțiană a anului" pentru a doua oară și a câștigat încă trei turnee cotate cu puncte, deși Ken Doherty i-a anulat ocazia de a câștiga al șaselea titlu mondial consecutiv, după ce l-a învins pe Hendry în finală cu scorul de 18-12.
Poziția dominantă a lui Hendry din snooker a început să pălească în sezonul 1997/1998, câștigând un singur turneu cotat cu puncte, și anume Thailand Masters. De asemenea, a pierdut locul 1 din clasamentul mondial pentru prima dată după 1990 și a fost eliminat din primul tur al Campionatului Mondial, după ce a fost învins categoric de Jimmy White cu scorul de 10-4. Sezonul 1998/1999 a început cu o umilitoare înfrângere (9-0) din partea unui jucător minor, Marcus Campbell, în primul tur al turneului UK Championship. Totuși, Hendry a reușit să câștige ultimele două turnee ale sezonului - Scottish Open și al șaptelea titlu mondial. După ce l-a învins în semifinală pe Ronnie O'Sullivan cu scorul de 17-13, l-a învins în finală pe viitorul triplu campion mondial, Mark Williams, cu scorul de 18-11. Acesta a fost ultimul titlu mondial al lui Hendry.

### Anii de recul și prima retragere (1999-2012)
În sezonul 1999/2000 a câștigat un singur turneu cotat cu puncte, British Open, unde a realizat al cincilea break de 147 de puncte al carierei sale și primul break maxim dintr-o finală de turneu. Totuși, sezonul 2000/2001 a fost o dezamăgire deoarece, pentru prima dată după sezonul 1988, nu a câștigat niciun turneu și a ajuns într-o singură finală. Cu toate acestea, în sezonul următor a câștigat turneul European Open și a fost aproape de a câștiga al optulea titlu mondial. După ce l-a eliminat în semifinală pe campionul en-titre, Ronnie O'Sullivan, cu scorul de 17-13, a pierdut în fața lui Peter Ebdon în finală cu scorul de 18-17. În sezonul 2002/2003 a câștigat turneul Welsh Open iar în sezonul 2003/2004 British Open, turneul Malta Cup din 2005 fiind cel mai recent succes al său. Totuși, după ce O'Sullivan a refuzat să participe la turneul Malta Cup din 2006, Hendry a reușit să recapete locul 1 în clasamentul mondial. În 2006 a ajuns în finala turneului UK Championship, turneu memorabil pentru sfertul de finală dintre Hendry și O'Sullivan, unde O'Sullivan s-a retras la scorul de 4-1 după un început dominant al lui Hendry. Scoțianul a reușit să treacă de semifinala cu Graeme Dott, cu scorul de 9-7, după ce Hendry a fost condus cu 7-5. Totuși, a pierdut finala cu scorul de 10-6 în favoarea lui Peter Ebdon. După un sezon dezamăgitor în 2007/2008, Hendry a reușit surprinzător să ajungă pentru a 12-a oară în semifinala Campionatului Mondial, un nou record, depășindu-l pe cel al lui Steve Davis (11). În vârstă de 39 de ani, a devenit cel mai în vârstă jucător care să ajungă în semifinalele Campionatului Mondial de la Terry Griffiths în 1992.
Hendry a început sezonul 2008/2009 cu două înfrângeri în primele sale meciuri. A fost învins cu scorul de 5-1 de Stephen Lee în turneul Northern Ireland Trophy și cu scorul de 5-4 de Ricky Walden în Shanghai Masters. Totuși, în următorul turneu, Bahrain Championship, a ajuns în semifinală, dar a fost învins de Matthew Stevens cu scorul de 6-4. În următoarele 3 turnee profesioniste, UK Championship, Masters-ul și Welsh Open, Hendry a pierdut în primul tur în fața lui Stephen Lee, Neil Robertson, respectiv Martin Gould. A fost într-o formă destul de bună în turneul China Open, învingându-i pe Robert Milkins și Ricky Walden, dar a pierdut sfertul de finală în fața lui Peter Ebdon, care avea să câștige ulterior turneul. La Campionatul Mondial din 2009 Hendry l-a învins pe bunul său prieten, Mark Williams, cu scorul de 10-7 în primul tur. Apoi avea să îl învingă pe Ding Junhui cu scorul de 13-10. În acel meci Hendry a stabilit încă un record: al 1000-lea joc câștigat pe Crucible. Pe 28 aprilie, Hendry a realizat un break de 147 de puncte împotriva lui Shaun Murphy. Totuși, avea să piardă acel meci cu scorul de 13-11. În vârstă de 40 de ani, a devenit cel mai în vârstă jucător care să realizeze break-ul maxim într-un turneu cotat cu puncte și doar al doilea jucător (după O'Sullivan) care să realizeze mai mult de un break maxim la o ediție de Campionat Mondial. Hendry a ajuns pe locul 10 în clasamentul mondial, coborând pentru prima dată din primii opt după sezonul 1987/1988.
În sezonul 2009–10, Hendry a câștigat meciurile jucate în primul tur la fiecare turneu de clasament la care a evoluat, însă a ajuns în sferturi de finală doar la Openul Chinei unde a fost învins cu 5-4 de Mark Allen deși a condus cu 4-2. La Campionatul Mondial, Hendry a trecut în prima rundă de chinezul Zhang Anda, scor 10-9 după ce a fost condus cu 9-7. A pierdut în runda secundă în fața lui Mark Selby cu 13-5.
În sezonul 2010–11 s-a întrerupt seria de turnee la care Hendry nu pierdea în turul întâi, fiind învins de Martin Gould cu 5-2 în runda inaugurală la Masterul de la Shanghai. La UK Championship ediția din 2010, jucată la Telford, Hendry l-a învins în primul tur pe vechiul său rival Jimmy White cu 9–8, însă a pierdut cu 9-6 contra lui Mark Williams în turul doi. După meci, Hendry și-a exprimat frustrarea cu privire la forma sa slabă și a dezvăluit că suferea de „yips”, boală identificată la unii sportivi profesioniști care se manifestă prin pierderea inexplicabilă a calităților motrice. Hendry a anunțat că de zece ani avea probleme și astfel rata lovituri simple.
În 2011, la Openul Galez, Hendry a reușit al zecelea său break maxim, în jocul de deschidere al meciului din optimi contra lui Stephen Maguire, dar ulterior a pierdut partida. La Campionatul Mondial, a pierdut pentru al doilea an la rând categoric în fața lui Mark Selby, tot în turul doi, scor 13-4.
La începutul sezonului 2011-12, a coborât pe locul 17 în clasamentul mondial, ieșind din Top 16 pentru prima dată din sezonul 1987/1988. După Mastersul de la Shanghai, a căzut pe locul 21, ratând astfel pentru prima dată în 23 de ani calificarea la Mastersul de la Londra.
La Campionatul Mondial, a trecut în calificări de chinezul Yu Delu, asigurându-și prezența pe tabloul principal pentru al 27-lea an consecutiv. L-a învins apoi în primul tur pe Stuart Bingham într-un meci în care a reușit un break maxim, al treilea al său la Crucible și al 11-lea din carieră. În turul doi a trecut de John Higgins cu 13-4, dar apoi a pierdut cu 13-2 în sferturi în fața lui Stephen Maguire, iar după meci și-a anunțat retragerea din activitate.

### Revenirea în circuitul profesionist (2020-)
La 1 septembrie 2020, World Snooker a anunțat că Hendry a acceptat un wild-card pentru recâștigarea statutului de profesionist pentru două sezoane. Hendry a menționat ulterior că mai are nevoie de timp pentru a se pregăti, nefiind încă la un nivel care să-l mulțumească. Revenirea sa în circuit ar fi trebuit să se petreacă în februarie 2021, la Openul Galez, însă Hendry a lipsit de la turneu din cauza unei erori în momentul în care a încercat să se înscrie în turneu.
Primul său meci după nouă ani de pauză a fost în runda întâi la Gibraltar Open unde a fost învins cu 4-1 de Matt Selt. Singurul joc câștigat de Hendry a fost cu break de peste 100 de puncte.
La Campionatul Mondial din 2021, Hendry a fost repartizat în primul tur din calificări contra marelui său rival din anii de glorie, Jimmy White, pe care l-a învins cu 6-3, dar a pierdut în turul următor, scor 6-1 în fața chinezului Xu Si.
În sezonul 2021-2022, a câștigat doar două meciuri din cele șase disputate, trecând cu 3-2 de Chris Wakelin în primul tur la Openul Britanic și cu 4-1 de Michael White în calificările Openului Englez. După o înfrângere cu 6-1 contra lui Thepchaya Un-Nooh în turul întâi la Campionatul Regatului Unit, în noiembrie, Hendry nu a mai disputat niciun alt meci întreg sezonul, nefiind prezent nici în calificările Campionatului Mondial.
În aprilie 2022, cardul său invitațional pentru circuitul profesionist a fost prelungit pentru încă două sezoane. A disputat doar patru meciuri în întreg sezonul 2022-23, pierzându-le pe toate. S-a retras de la Campionatul Regatului Unit din cauza programării acestei faze a turneului în aceeași perioadă cu turneul Campionul Campionilor la care era angrenat din postura de comentator al postului ITV. La Campionatul Mondial, a fost învins în turul întâi din calificări de James Cahill, nepotul fostei sale soții, scor 10-4.
În sezonul 2023-24, a pierdut primele trei meciuri jucate.

## Recorduri
Hendry a câștigat 72 de turnee profesioniste, fiind pe locul doi în top, după Steve Davis. Tot pe locul doi se află și în clasamentul celor mai multe trofee cotate cu puncte câștigate (36). Lider este Ronnie O'Sullivan cu 37. Pe lângă acestea, a câștigat patru titluri la dublu și câteva titluri ca amator.
Actualmente, Hendry deține recordul de cel mai longeviv jucător în primele 16 locuri al clasamentului mondial (22 de sezoane). Alte recorduri din cariera sa includ: cele mai multe victorii consecutive într-un singur turneu, cele mai multe break-uri de peste 100 de puncte realizate într-un meci (7), cele mai multe break-uri de peste 100 de puncte realizate într-un turneu (16), cele mai multe break-uri de peste 100 de puncte realizate într-un sezon (52), cei mai mulți ani petrecuți pe locul 1. La Campionatul Mondial din 2009, l-a egalat pe Ronnie O'Sullivan pentru recordul de cele mai multe break-uri de 147 de puncte realizate într-o carieră. Între timp Ronnie O'Sullivan a mai obținut un alt break maxim, în septembrie 2010 la World Open, într-un meci împotriva lui Mark King ajungând la cota 10. În februarie 2011, într-un meci împotriva lui Stephen Maguire, Hendry a egalat din nou recordul.